# Козороз Леонід Едуардович
Леоні́д Едуа́рдович Козоро́з (нар. 19 грудня 1993 — пом. 3 лютого 2016) — солдат Збройних сил України, учасник російсько-української війни.

## Життєпис
Народився 1993 року в селі Панютине Лозівського району (Харківська область), закінчив панютинську ЗОШ № 1.
У часі війни — солдат, 96-та зенітна ракетна бригада, номер обслуги. Брав участь у боях з 2014 року. В подальшому підписав контракт, знову пішов на схід захищати Україну. Воював за Донецький аеропорт у складі зведеного загону ВПС «Дика качка».
2 лютого 2016-го пополудні під час патрулювання території поблизу селища Спірне Артемівського району військовики помітили рух за кілька сотень метрів від себе. Рухаючись в тому напрямі, військові зняли одну розтяжку. Нікого не виявивши, вояки повернули назад й на тому самому шляху підірвалися на розтяжці. Загинув сержант Геннадій Самусь, ще 4 поранених доставлені до шпиталю у Сватове. Леонід помер 3 лютого у шпиталі міста Сватове від мінно-вибухових травм.
Без Леоніда лишилися мама, брат у Панютиному, дружина з 2-місячним сином у Києві.
4 лютого 2016 року похований в селищі Панютине Лозівського району з військовими почестями.

## Нагороди та вшанування
За особисту мужність, сумлінне та бездоганне служіння Українському народові, зразкове виконання військового обов'язку відзначений — нагороджений
- орденом «За мужність» ІІІ ступеня (8.4.2016, посмертно)[1]
- 2 лютого 2017 року у панютинській ЗОШ № 1 відкрито меморіальну дошку Леоніду Козорозу.